# Stathmodera conradti
Stathmodera conradti là một loài bọ cánh cứng trong họ Cerambycidae.